# Sofie Joosen
Sofie Joosen (nascida em 7 de abril de 1986) é uma política belga do partido N-VA.
Joosen formou-se como assistente de dentista antes de se envolver na política. Ela foi membro da directoria do N-VA na sua cidade natal, Duffel, e foi co-fundadora da filial local da ala jovem de Jong N-VA. Nas eleições municipais de 2012 foi eleita vereadora de Duffel. Após as eleições municipais de 2018, Joosen tornou-se prefeita de Duffel, tornando-a na mais jovem prefeita de uma cidade da Bélgica na época. Desde as eleições regionais belgas de 2014, ela é membro do Parlamento Flamengo pela lista de Antuérpia. No parlamento, ela tem-se concentrado em questões relacionadas à habitação.